# John Aloysius Duffy
John Aloysius Duffy (* 29. Oktober 1884 in Jersey City, New Jersey, USA; † 27. September 1944 in Buffalo) war Bischof von Buffalo.

## Leben
John Aloysius Duffy empfing am 13. Juni 1908 das Sakrament der Priesterweihe. Duffy wurde Vikar in der Pfarrei Our Lady of Grace in Hoboken und zudem Professor für Literatur und Sprachen an der Seton Hall University in South Orange. Außerdem war er Professor für Kirchengeschichte am Priesterseminar von Newark. Anschließend wurde John Aloysius Duffy Kanzler und Generalvikar des Bistums Newark. Ihm wurde zudem der Ehrentitel eines Päpstlichen Hausprälaten verliehen.
Am 21. April 1933 ernannte ihn Papst Pius XI. zum Bischof von Syracuse. Der Bischof von Newark, Thomas Joseph Walsh, spendete ihm am 29. Juni desselben Jahres die Bischofsweihe; Mitkonsekratoren waren der Bischof von Springfield in Illinois, James Aloysius Griffin, und der Bischof von Nashville, Alphonse John Smith. Am 5. Januar 1937 ernannte ihn Pius XI. zum Bischof von Buffalo. Die Amtseinführung erfolgte am 14. April desselben Jahres. 